# 3670-es busz
A 3670-es jelzésű autóbuszvonal helyközi autóbuszjárat Gyöngyös és Heves között, melyet a Volánbusz Zrt. lát el.

## Közlekedése
A járatok csúcsidőben fél óránként, óránként, azon kívül kettő órás ütemes menetrend szerint közlekednek.
Gyöngyös és Heves között a menetidő 1 óra 30 perc, útvonalának hossza 58,1 km.
Egyes járatok csak az autóbuszvonal adott szakaszain közlekednek. Atkáron, Gyöngyöshalászon, Jászárokszálláson, Viszneken, Tarnaörsön és Tarnamérán is fordulnak járatok.

## Megállóhelyei
| 3670 (Gyöngyös – Vámosgyörk – Zaránk – Heves) | 3670 (Gyöngyös – Vámosgyörk – Zaránk – Heves) | 3670 (Gyöngyös – Vámosgyörk – Zaránk – Heves) | 3670 (Gyöngyös – Vámosgyörk – Zaránk – Heves) | 3670 (Gyöngyös – Vámosgyörk – Zaránk – Heves) | 3670 (Gyöngyös – Vámosgyörk – Zaránk – Heves) | 3670 (Gyöngyös – Vámosgyörk – Zaránk – Heves) | 3670 (Gyöngyös – Vámosgyörk – Zaránk – Heves) | 3670 (Gyöngyös – Vámosgyörk – Zaránk – Heves) |
| sz.                                           | sz.                                           | sz.                                           | sz.                                           | Megállóhely                                   | sz.                                           | sz.                                           | sz.                                           | Átszállási kapcsolatok |
| --------------------------------------------- | --------------------------------------------- | --------------------------------------------- | --------------------------------------------- | --------------------------------------------- | --------------------------------------------- | --------------------------------------------- | --------------------------------------------- | --- |
| 0                                             | 0                                             | 0                                             | 0                                             | Gyöngyös, autóbusz-állomás végállomás         | 37                                            | 7                                             |                                               | 1A 411, 413, 415 1040, 1044, 1045, 1046, 1049, 1050, 1054, 1066, 1068, 1069, 1301, 1305, 1308, 1348, 1402, 1427, 1469, 1515 3445, 3448, 3471, 3492, 3602, 3604, 3612, 3650, 3651, 3652, 3655, 3656, 3660, 3661, 3662, 3663, 3664, 3665, 3666, 3671, 3673, 3675, 3676, 3677, 3678, 3680, 3681, 3685, 3688, 3691, 3693, 3694, 3696, 3697, 3698, 3699, 4602, 4653 |
| 1                                             | 1                                             | 1                                             | ∫                                             | Gyöngyös, toronyház                           | 36                                            | 6                                             |                                               | 411, 413, 415 1040, 1044, 1045, 1046, 1049, 1050, 1054, 1066, 1068, 1069, 1348, 1427, 1469, 1515 3448, 3602, 3604, 3612, 3650, 3652, 3671, 3675, 3676, 3697, 4602, 4653 |
| 2                                             | ∫                                             | 2                                             | ∫                                             | Gyöngyös, Volán-telep                         | 35                                            | 5                                             |                                               | 1, 1A 411, 413, 415 1427, 1469 3448, 3602, 3604, 3612, 3650, 3652, 3675, 3676, 3697, 4653 |
| 3                                             | ∫                                             | 3                                             | ∫                                             | Gyöngyös, vízművek                            | 34                                            | 4                                             |                                               | 3612 |
| 4                                             | 2                                             | 4                                             | ∫                                             | Gyöngyöshalász, bejárati út                   | 33                                            | 3                                             |                                               | 1348, 1469, 1515 3612, 3671, 3673, 3697, 4602, 4653 |
| 5                                             | ∫                                             | 5                                             | ∫                                             | Gyöngyöshalász, községháza                    | 32                                            | ∫                                             |                                               | 3612 |
| 6                                             | ∫                                             | 6                                             | 1                                             | Gyöngyöshalász, autóbusz-forduló végállomás   | 31                                            | ∫                                             |                                               | 3697 |
| 7                                             | ∫                                             | 7                                             |                                               | Gyöngyöshalász, községháza                    | ∫                                             | ∫                                             |                                               | |
| ∫                                             | 2                                             | ∫                                             |                                               | Gyöngyöshalász, bejárati út                   | 30                                            | 3                                             |                                               | 1348, 1469, 1515 3612, 3671, 3673, 3697, 4602, 4653 |
| 8                                             | ∫                                             | 8                                             |                                               | Gyöngyöshalász, Tabi-major                    | 29                                            | 2                                             |                                               | 3612, 4653 |
| 9                                             | 3                                             | 9                                             |                                               | Atkár, autóbusz-váróterem                     | 28                                            | 1                                             |                                               | 1063, 1348, 1469, 1515 3612, 3671, 3673, 3697, 4602, 4653 |
| ∫                                             | ∫                                             | ∫                                             |                                               | Atkár, Hevesi tér végállomás                  | ∫                                             | 0                                             |                                               | 1063 3612 |
| 10                                            | ∫                                             | 10                                            |                                               | Atkár, posta                                  | 27                                            |                                               |                                               | 3697, 4653 |
| 11                                            | 4                                             | 11                                            |                                               | Vámosgyörk, szociális otthon                  | 26                                            |                                               |                                               | 1063, 1348, 1469 3671, 3673, 3697, 4602, 4653 |
| 12                                            | 5                                             | 12                                            |                                               | Vámosgyörk, vasútállomás végállomás           | 25                                            |                                               | 3                                             | 1063, 1348, 1469, 1515 3671, 3673, 3697, 4602, 4653 S80, személyvonat, Ezüstpart expresszvonat, Agria InterRégió, Mátra InterRégió |
| ∫                                             | ∫                                             | 12                                            |                                               | Adács, Árpád fejedelem utca                   | ∫                                             |                                               | 2                                             | 3697 |
| ∫                                             | ∫                                             | 13                                            |                                               | Adács, Faluközpont                            | ∫                                             |                                               | 1                                             | 3688, 3697 |
| ∫                                             | ∫                                             | 13                                            |                                               | Adács, Telepi iskola végállomás               | ∫                                             |                                               | 0                                             | 3688, 3697 |
| ∫                                             | ∫                                             | 14                                            |                                               | Adács, Árpád fejedelem utca                   | ∫                                             |                                               |                                               | 3697 |
| 13                                            | ∫                                             | 15                                            |                                               | Vámosgyörk, adácsi elágazás                   | 24                                            |                                               |                                               | 3688, 4653 |
| 14                                            | ∫                                             | 16                                            |                                               | Vámosgyörk, Rédei tanya                       | 23                                            |                                               |                                               | 4653 |
| 15                                            | ∫                                             | 17                                            |                                               | Jászárokszállás, malom                        | 22                                            |                                               |                                               | 1063, 1348, 1469 3671, 4602, 4653 |
| 16                                            | 6                                             | 18                                            |                                               | Jászárokszállás, városháza végállomás         | 21                                            |                                               |                                               | 1063, 1348, 1469, 1515 3667, 3671, 3688, 4602, 4650, 4653, 4658 |
| 17                                            | 7                                             | 19                                            |                                               | Jászárokszállás, Halász utca                  | 20                                            |                                               |                                               | 1063 3667, 3688 |
| 18                                            | 8                                             | 20                                            |                                               | Visznek, Erzsébet tér                         | 19                                            |                                               |                                               | 3667, 3688 |
| 19                                            | 9                                             | 21                                            |                                               | Visznek, Sárga Csikó italbolt végállomás      | 18                                            |                                               |                                               | 3667, 3688 |
| 20                                            | 10                                            |                                               |                                               | Tarnaörs, autóbusz-váróterem végállomás       | 17                                            |                                               |                                               | 3667, 3685, 4654 |
| 21                                            |                                               |                                               |                                               | Tarnaörs, újtelep                             | 16                                            |                                               |                                               | 3667, 3685, 4654 |
| 22                                            |                                               |                                               |                                               | Erk, községháza                               | 15                                            |                                               |                                               | 3667, 3685 |
| 23                                            |                                               |                                               |                                               | Erk, Almádi tanya                             | 14                                            |                                               |                                               | 3667, 3685 |
| 24                                            |                                               |                                               |                                               | Zaránk, Fő út 134.                            | 13                                            |                                               |                                               | 3667, 3685 |
| 25                                            |                                               |                                               |                                               | Zaránk, községháza                            | 12                                            |                                               |                                               | 3667, 3685 |
| 26                                            |                                               |                                               |                                               | Zaránk, tanyák                                | 11                                            |                                               |                                               | |
| 27                                            |                                               |                                               |                                               | Tarnaméra, zaránki elágazás                   | 10                                            |                                               |                                               | |
| 28                                            |                                               |                                               |                                               | Tarnaméra, iskola végállomás                  | 9                                             |                                               |                                               | 1066, 1068, 1069 3665, 3666, 3667, 3695 |
| 29                                            |                                               |                                               |                                               | Tarnaméra, Boconádi út 16.                    | 8                                             |                                               |                                               | 1068 3665, 3666, 3667, 3695 |
| 30                                            |                                               |                                               |                                               | Boconád, községháza                           | 7                                             |                                               |                                               | 1066, 1068, 1069 3444, 3665, 3666, 3667, 3695 |
| 31                                            |                                               |                                               |                                               | Boconád, Béke út                              | 6                                             |                                               |                                               | 1068 3444, 3665, 3666, 3695 |
| 32                                            |                                               |                                               |                                               | Heves, szőlők                                 | 5                                             |                                               |                                               | 1068 3444, 3665, 3666, 3689, 3695 |
| 33                                            |                                               |                                               |                                               | Heves, Hercegtag bejárati út                  | 4                                             |                                               |                                               | 1068 3444, 3665, 3666, 3689, 3695 |
| 34                                            |                                               |                                               |                                               | Heves, Gyöngyösi út 7-9.                      | 3                                             |                                               |                                               | 1068 3444, 3665, 3666, 3689, 3695 |
| 35                                            |                                               |                                               |                                               | Heves, ÉMÁSZ                                  | 2                                             |                                               |                                               | 1068 3444, 3560, 3665, 3666, 3689, 3695 |
| 36                                            |                                               |                                               |                                               | Heves, Hősök tere                             | 1                                             |                                               |                                               | 1066, 1067, 1068, 1069, 1362, 1376, 1443, 1466, 1517 3424, 3434, 3441, 3442, 3443, 3444, 3550, 3560, 3561, 3562, 3665, 3666, 3689, 3695 |
| 37                                            |                                               |                                               |                                               | Heves, autóbusz-állomás végállomás            | 0                                             |                                               |                                               | 1066, 1067, 1068, 1069, 1075, 1362, 1376, 1443, 1466, 1517 3424, 3434, 3441, 3442, 3443, 3444, 3550, 3560, 3561, 3562, 3665, 3666, 3669, 3689, 3695 |